# Eupithecia nigrithorax
Eupithecia nigrithorax là một loài bướm đêm trong họ Geometridae.